# Albert Holl

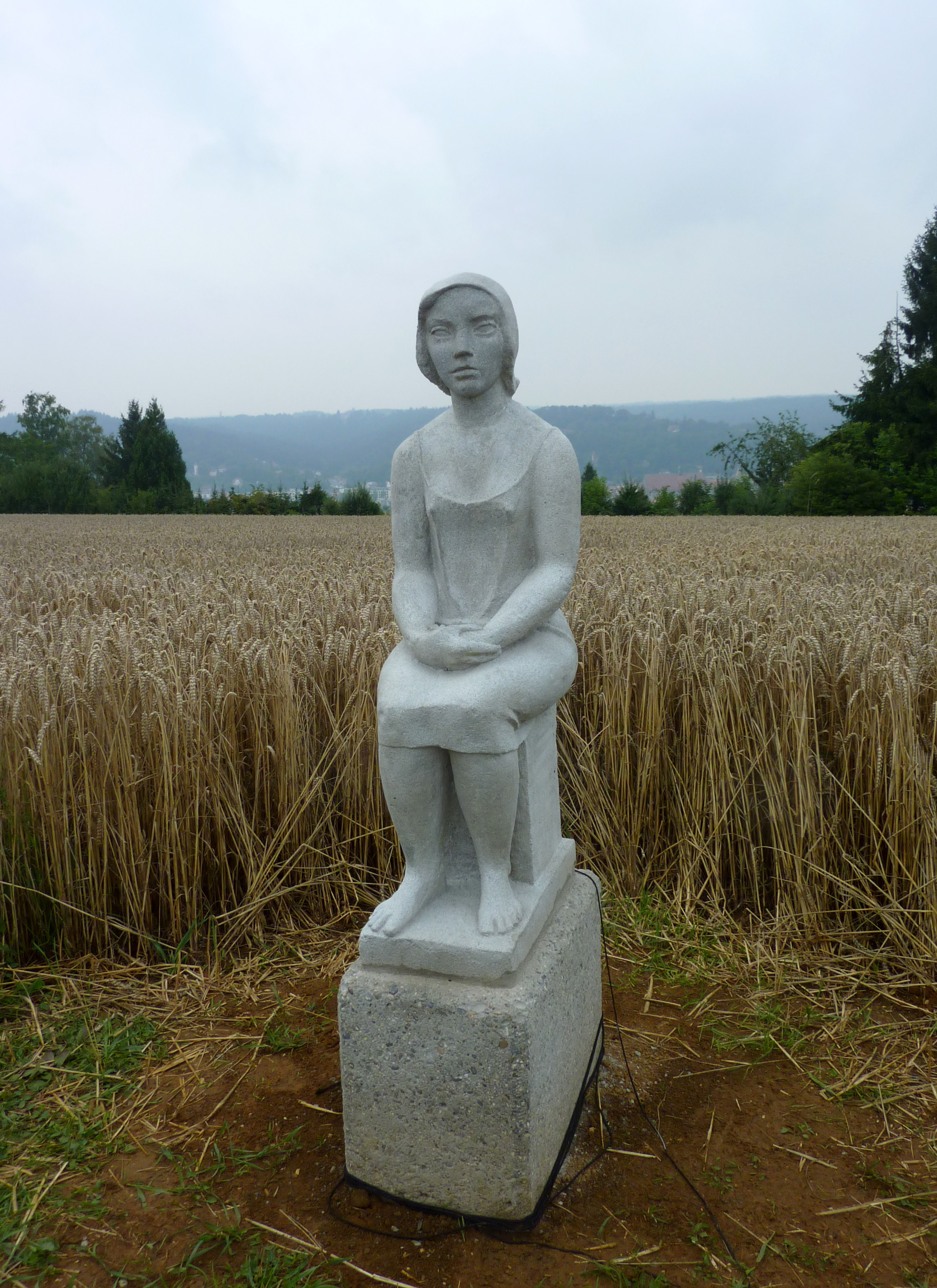
Sitzendes Mädchen, 1932, Wege zur Kunst (Kopie 2014)

Albert Holl (* 5. April 1890 in Schwäbisch Gmünd; † 27. Mai 1970 ebenda) war ein deutscher Graveur, Medailleur und Bildhauer.

## Leben

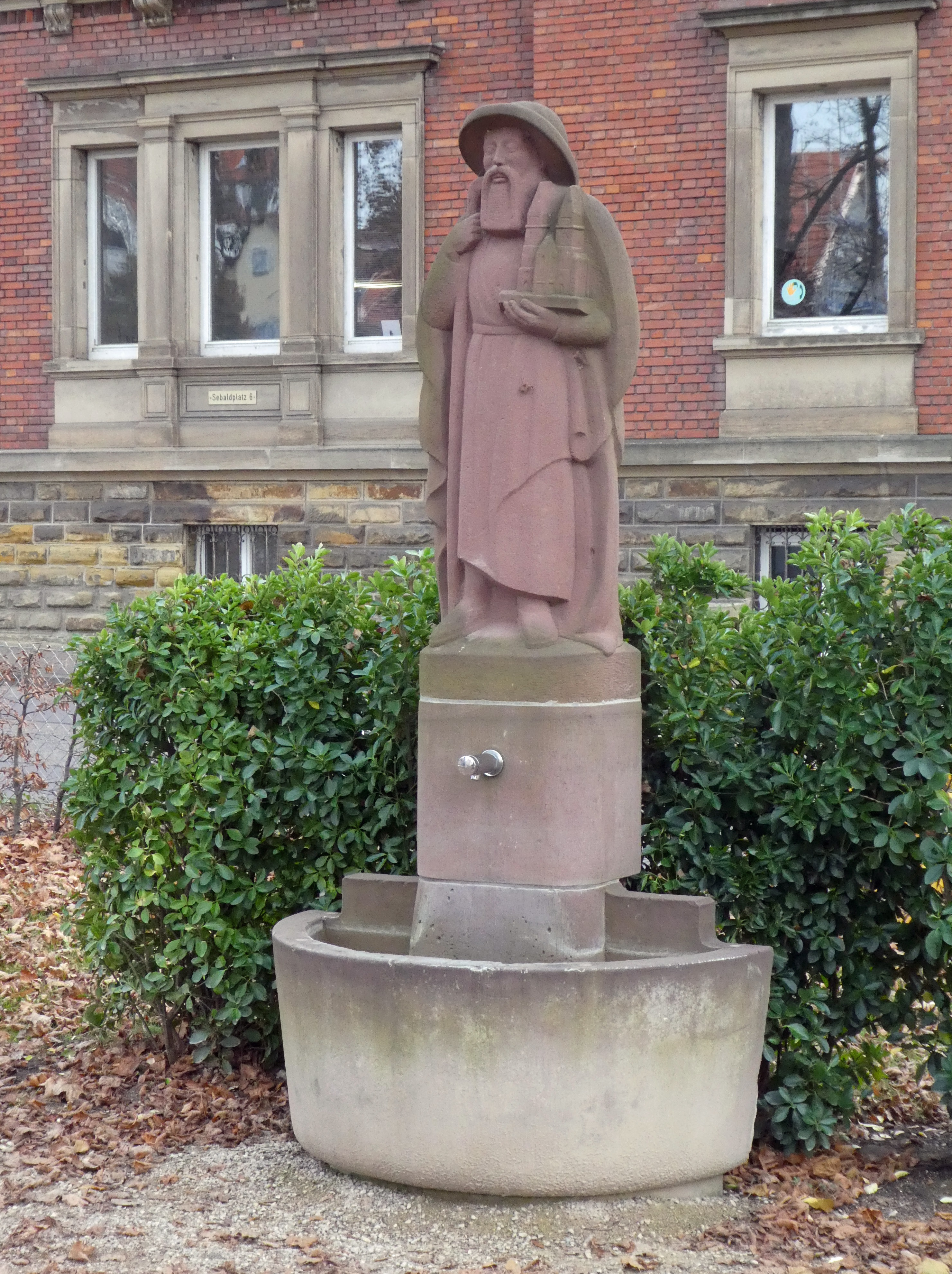
St. Sebaldus, 1951, Sebaldsplatz in Schwäbisch Gmünd

Albert Holl wurde 1890 in Schwäbisch Gmünd geboren. Sein Vater war Lehrer an der Gmünder Gewerbeschule, die Albert Holl von 1907 bis 1912 nach einer Ausbildung als Stahlgraveur bei Albert Holbein besuchte. Nachdem er von 1911 bis 1912 in Paris als Graveur gearbeitet hatte, besuchte er von 1913 bis 1914 die Kunstgewerbeschule in München.
1914 wurde er zu Beginn des Ersten Weltkriegs Soldat. In den Argonnen wurde dem Offizier 1915 ein Bein zerschmettert und daraufhin amputiert. 1916 bis 1922 studierte er an der Akademie der Bildenden Künste in München u. a. bei Balthasar Schmitt und Hermann Hahn.
1922 übernahm er ein Lehramt an der Staatlichen Höheren Fachschule für Edelmetallgewerbe in Schwäbisch Gmünd. Bis zu seiner Pensionierung im Jahre 1955 unterrichtete im Schriftzeichnen, figürlichen Zeichnen, Modellieren, in der Perspektive und in der Dekoration der Schaufenster.
Anfang der 1920er Jahre schuf er die Entwürfe zum Schwäbisch Gmünder Notgeld. Einen besonderen Ruf hat sich Holl als Münzplastiker erworben. Außerdem beschäftigte er sich mit Malerei und Bildhauerei.

## Werke (Auswahl)
- 1932: Sitzendes Mädchen, Steinskulptur, Privatbesitz. Eine 2014 erstellte Kopie befindet sich auf den Wegen zur Kunst in Straßdorf.
- 1951: St. Sebaldus, Neckartäler Sandstein, am Sebaldsplatz in Schwäbisch Gmünd.[2]
- 1951: Zu den bekanntesten Werken gehört der sogenannte „Silberadler“, die von 1951 bis 1974 in einer Auflage von 260 Millionen Stück von der Deutschen Bundesbank herausgegebene 5-DM-Kursmünze.[7]
- 1963: Medaille mit dem Porträt John F. Kennedys anlässlich dessen Besuchs in der Bundesrepublik Deutschland, rückseitig mit den Wappen der seinerzeitigen Bundeshauptstadt Bonn sowie dem Wappen von Berlin.[7]
- 1966, 1967: Medaille (mit Varianten der Prägeanstalt) zum 90. Geburtstag, dann auf den Tod von Konrad Adenauer.[7]
- 1969: Medaille mit dem Porträt von Wernher von Braun, rückseitig mit den Raumschiffen von Apollo 11 über dem Mond, anlässlich der Mondlandung 1969.[7]
- 1988 (posthum): Silberne Medaille mit dem Porträt von Carl Benz, rückseitig mit Bertha Benz am Steuer des Benz Patent-Motorwagens Nummer 3 1888 während der ersten erfolgreichen Fernfahrt mit einem Automobil von Mannheim nach Pforzheim.[8]